# Волга (катер на подводных крыльях)
«Во́лга» — серия катеров на подводных крыльях (проекты 343, 343МЕ), производившихся в СССР в различных модификациях c 1958 по 1986 год. До 1965 года катера носили название «Стрела»; неофициально было также распространено название «Крылатка».
Проект разработан в 1957 году в ЦКБ по СПК имени Р. Е. Алексеева завода «Красное Сормово» в Горьком (ныне Нижний Новгород). Серийное производство велось на трёх заводах: «Красное Сормово», Батумском СРМЗ и Гомельском ССРЗ.
На Всемирной выставке 1958 года в Брюсселе за создание первых в мире пассажирского теплохода на подводных крыльях «Ракета» и пассажирского катера «Стрела» завод «Красное Сормово» был награждён Большой золотой медалью.

## Назначение
Изначально катер проектировался для хождения по рекам, однако в 1959 году были разработаны модификации и для морской эксплуатации (343МЕ, 343МЕМ, 343МК). Помимо этого, на базе серийного катера был создан мелкосидящий катер «Волга-М» с частично погруженным винтом. 
Катер создавался для служебного пользования. Во времена СССР cерийное производство катера для населения не запускалось, все катера этого типа оставались во владении государственных организаций и не могли быть приобретены для личных нужд, за исключением продаж на экспорт. После распада СССР катера приобрели популярность у населения для речных и морских прогулок, используются в таком качестве по настоящее время.

## Конструкция
Корпус катера разделён на три отсека металлическими водонепроницаемыми переборками. Двигатель и топливный бак располагаются в кормовом отсеке; носовой отсек предназначен для хранения имущества.
Передача мощности от двигателя к единственному гребному винту осуществляется через реверс-редуктор, расположенный под настилом среднего (пассажирского) отсека.
Изначально катер имел три крыла (считая от носа к корме): носовое дополнительное крыло, второе носовое несущее крыло и кормовое крыло. Каждое крыло крепилось на трёх стойках — двух бортовых и одной центральной. С 1965 года серийные катера оборудовались новым крыльевым устройством, состоящим из двух крыльев — носового и кормового, дополнительное носовое крыло было удалено. При этом несущее носовое крыло опиралось на четыре стойки, а за ним на этих же стойках располагался горизонтальный стабилизатор, по форме похожий на ещё одно крыло, но расположенный выше несущего крыла и при движении выходивший их воды. В кормовой части катера на корпусе появились закрылки. Крыльевое устройство такого образца обеспечивало снижение сопротивления и более плавный ход при волнении.
Часть интерьера салона катера (приборная панель, рулевое колесо, центральная консоль, радиоприёмник, часы) была заимствована у одноимённого автомобиля ГАЗ-21 «Волга».

## Технические характеристики
- Длина: 8.5 м[7].
- Ширина: 1,95 м (в мореходном варианте 2,1 м)[1].
- Осадка: в водоизмещающем режиме — 0,85 м, при движении на крыльях — 0,55 м[7].
  - Осадка мелкосидящиего варианта катера «Волга-М»: в водоизмещающем режиме — 0,55 м, при движении на крыльях — 0,25 м[5].
- Водоизмещение под нагрузкой: 1,8 тонны (в мореходном варианте — 1,846 тонн)[3].
- Гребной винт: один трёхлопастной, диаметр 335 мм, шаг 538 мм[7][1].
- Грузоподъёмность: 650 кг[1].
- Число мест: 6 (водитель и 5 пассажиров)[7].
- Ёмкость топливного бака: 80 литров[7].
- Скорость: максимальная — до 70 км/ч[1], эксплуатационная — 60 км/ч[7].
- Дальность плавания без дозаправки с двигателем 80 л.с.: 92 морские мили (в мореходном варианте 97 морских миль)[2][1].

При производстве использовалась протекторная защита в виде многослойного покрытия магнием, предотвращающая появление коррозии корпуса судна и крыльев.

### Двигатель
Катер выпускался со стационарными четырёхтактными бензиновыми двигателями трёх модификаций:
- «М53Ф» (75 л. с.);
- «М-652-У» (80 л. с.);
- «М8ЧСПУ-100» (90 л. с.).

Основным используемым двигателем являлся второй вариант. С ним было выпущено большинство моделей, в том числе все катера для хождения по рекам.

## Преимущества и недостатки
Катера «Волга» имеют преимущества и недостатки, в целом свойственные всем судам на подводных крыльях:

### Преимущества
Благодаря наличию крыльев увеличивается быстроходность и мореходность, обеспечивается плавное передвижение даже при небольшом волнении.

### Недостатки
Большая глубина погружения крыльев накладывает ограничение на возможные места использования: невозможность плавания по мелководью и использования необорудованных пирсов.
Стоимость конструкции выше по сравнению с обычными водоизмещающими судами.

## Катер «Волга» в кинематографе
- В клипе песни «Felicità», вошедшем в снятый в 1984 году в Ленинграде музыкальный телефильм «Волшебная белая ночь», итальянский певец Аль Бано катается по Неве на катере «Волга», догоняя певицу Ромину Пауэр, уезжающую от него по набережным на карете[8].
- На 89-й и 90-й минутах фильма «Невероятные приключения итальянцев в России» на спасательном катере «Волга» Андрей сначала спасает утопающих итальянцев, а затем они вместе преследуют льва, одиноко плывущего на другой лодке вместе с сокровищами.
- Сцена поездки на катере «Волга» присутствует в советской комедии «Иностранка» с 33-й по 35-ю минуты[9].
- Герои перемещаются на катере «Волга» с 70-й по 73-ю минуты американского фильма «Шпионские игры».
- Катер «Волга» мельком показан в начале фильма «Бриллиантовая рука»[10]. Также существует мнение[11], что на катере «Волга» Семён Семёнович Горбунков (Юрий Никулин) катался в заключительной сцене фильма, однако это является ошибочным: в заключительной сцене[12] был использован глиссирующий катер «КС-1».